# 일월 (1993년 드라마)
《일월》은 1993년 1월 4일부터 1993년 12월 28일까지 방영된 KBS 2TV 월화 드라마인데 김혜리가 성인 김순애 역(홍리나 분) 캐스팅 물망에 올랐지만 기생집을 무대로 한 내용이 자신의 이미지에 맞지 않았던 데다 집안의 반대로 인해 무산됐고 뒷날 선우재덕(박혁진 역)의 신여성부인 오현주 역으로 중도합류했다.
한편, 박인환 (김진구 역) 등 중견 코믹연기자들의 분별없는 중복출연이 드라마 질을 떨어뜨린 데다 중반 이후 극 전개가 늘어질 수 있다는 평가가 제기됐으며 막판에 지나치게 이야기가 샛길로 빠졌다는 혹평을 받은 데다 일제시대를 배경으로 한 남녀의 사랑 이야기에 치중했다는 지적이 있었다.

## 등장 인물
- 홍리나 : 김순애 역 (아역 : 이의정)
- 이아로 : 김순영 역 (아역 : 이재은)
- 박인환 : 순애와 순영의 아버지 김진구 역
- 염정아 : 산홍 역
- 최민식 : 오정우 역
- 하동훈 : 용식 역.
- 이정웅 : 오정우의 아버지 역
- 장항선 : 혼마치패 두목 역
- 신동훈 : 혼마치패 두목 스키 역.
- 조성현 : 혼마치패 부두목 역.
- 정형기 : 혼마치패 부두목 역.
- 선우재덕 : 박혁진 역 (아역 : 이민우)
- 정진강 : 김경수 역 (아역: 김성현)
- 김형일 : 홍지석 역
- 여운계 : 김진구의 장모 역
- 박웅 : 박혁진의 아버지 역
- 태현실 : 박혁진의 어머니 역
- 김동수 : 춘보 역.
- 박원숙 : 김진구의 후처 박씨 역
- 유순철 : 박혁진 집안의 하인 역
- 최수정 : 오수정 역(아역: 김은지 -> 김윤)
- 이춘식 : 고일만 역
- 홍성민 : 종로경찰서장 테라이 역.
- 이한나 : 테라이 부인 역.
- 이현경 : 봉이 역.
- 유병한 : 모리에 역.
- 박광남 : 땅개(허일도) 역.
- 조동신 : 조동표(바텐더 조) 역.
- 박정웅 : 한 동무 역.
- 장기용 : 장 동무 역.
- 최건호 : 삼돌이 역.
- 최승철 : 정 대위 역.
- 김영기 : 박 서방 역.
- 조정국 : 환전상 역.
- 홍륜의 : 홍난파 역.
- 황덕재 : 홍지석의 학교 친구 역.
- 김덕현 : 홍지석의 학교 친구 / 명월관 손님 역.
- 윤정빈
- 홍승일 : 풍차 역.
- 정승호 : 김순애의 외삼촌 역
- 조옥희 : 땅개의 부인 양 마담 역.
- 신은경 : 신초혜 역.
- 김혜리 (중도합류) : 오현주 역.
- 김대환 : 까까 역.
- 조하나 : 조선권번 기생들 역.
- 권정주 : 조선권번 기생들 역.
- 양재원 : 오코다 역.
- 김성녀 : 학감 교사 백운산 역.
- 차주옥 (중도합류) : 이춘실 역
- 김성희 : 비연 바 손님 역.
- 윤성은 : 비연 바 손님 역.
- 노현희 : 명월관 기생 월향 역.
- 박영숙 : 추월 역.
- 김현성 : 명월관 기생 역(91회).
- 김윤형 : 명월관 직원 역.
- 최용팔 : 명월관 종업원 역.
- 홍영자 : 명월관 주방 찬모 역.
- 장정희 : 명월관 주방 찬모 역.
- 이제신 : 명월관 주방 찬모 역.
- 윤진호 : 조 약사 역.
- 김미라 : 비연각 기생 역.
- 김보미 : 오 마담 역.
- 한정국 : 이 대위 역.
- 유병준 : 김진구의 친구 역.
- 홍일권 : 테라이 서장의 아들 사부로 히로시 역 (아역 : 문혁)
- 김하림 : 야마모토 역.
- 기정수 : 타나카와 역.
- 맹호림 : 순영의 가야금 연주에 매료된 남자 역.
- 이일랑 : 솔개 역.
- 김성찬 : 갈고리 역.
- 장순국 : 마카오 역.
- 신원균 : 고슴도치 / 사찰계 형사 역.
- 천호진 : 번개(신한철) 역.
- 김창봉 : 일본 주먹패 두목 / 육의전 상인 역.
- 강신범 : 혼마치패 패거리들 역.
- 홍성찬 : 혼마치패 패거리들 역.
- 김천만 : 유 서방 역.
- 하대경 : 홍 주사 역.
- 원서희 : 미월 역.
- 오진수 : 다방 직원 강정숙 역.
- 안효진 : 다방 직원 공 양 역.
- 이주희 : 한취홍 역.
- 김선영 : 옥엽 역.
- 채민희 : 어린 기생 역.
- 강민경 : 경화권번 기생 선화 역.
- 전경희 : 경화권번 기생들 역.
- 문윤선 : 경화권번 기생들 역.
- 윤영주 : 마사오의 하녀 역.
- 김동완 : 집배원 역.
- 방숙례 : 포목점 손님 역.
- 이기철 : 일본 순사(2회) / 공산당원 역.
- 배도환 : 일본 순사(2회) 역.
- 이필수 : 일본 순사 역.
- 안동석 : 일본 순사 역.
- 장칠군 : 일본 유곽 포주 역.
- 오성열 : 명월관 손님들(6회) 역.
- 김하균 : 명월관 손님들(6회) 역.
- 정진 : 조 사장 역.
- 양형호 : 송 사장 역.
- 정상철 : 박흥석 역.
- 이두섭 : 장 사장 역.
- 서상익 : 마스모토 역.
- 심훈보 : 명월관 손님들(26회) 역.
- 이영재 : 명월관 손님들(26회) 역.
- 신용균 : 명월관 손님(32회) 역.
- 서영진 : 비연각 손님 역.
- 김호진 : 학생 역.
- 최용욱 : 노름꾼(2회) 역.
- 윤용덕 : 노름꾼(2회) 역.
- 박해상 : 노름꾼 역.
- 류복녀 : 마을 주민 역.
- 이현두 : 도장가게 주인 역.
- 안성호 : 자전거포 주인 역.
- 강만희 : 일본 회사 국장 역.
- 이용진 : 일본 회사 임원 / 명월관 손님(81회) 역.
- 송희남 : 항일 노동운동가 역.
- 안병경 : 항일단체 조직원 역.
- 황민 : 항일단체 조직원 역.
- 신종섭 : 유 선생 역.
- 장인한 : 유 선생의 아버지 역.
- 김해권 : 최 감독 역.
- 이한위 : 가와구치 역.
- 김영선 : 영화감독 역.
- 윤덕용 : 단성사 임원 역.
- 황선정 : 단성사 소속 배우 역.
- 김정현 : 고등보통학교 학생 역.
- 백인철 : 백두산 역.
- 진운성 : 조선인 상인 / 극장 직원 역.
- 최병학 : 남작 역.
- 고희준 : 한상옥 역.
- 김원배 : 명월관 손님 역.
- 이한승 : 식량배급소장 역.
- 김봉근 : 김 선생 역.
- 박영목: 신문사 부장 역.
- 장행섭 : 바텐더 역.
- 최상길 : 명월관 손님(71회) 역.
- 이영수 : 칠성이 역.
- 강영하 : 테라이 서장의 부인을 비난하는 조선 여인 역.
- 심우창 : 야마다 역.
- 오주이 : 야마다 시지에 역.
- 손종범 : 야마다의 부하 역.
- 김경응 : 야마다의 부하 / 학생 역.
- 황범식 : 니시다 역.
- 조재훈 : 진미옥 손님 역.
- 김기진 : 반장 역.
- 박칠용 : 송 선생 역.
- 김경하 : 신천지 잡지사 부장 역.
- 김준모 : 신천지 잡지사 직원 역.
- 오영순 : 신천지 잡지사 직원 역.
- 김용준 : 반공 청년단원 역.
- 박현정 : 부산 아주머니 역.
- 송종원 : 부산 주먹패 역.
- 강신조
- 하대경
- 이현두
- 한범희
- 김태형
- 김영지
- 박유승(논크레딧)

| KBS 2TV 월화 드라마                      | KBS 2TV 월화 드라마                      | KBS 2TV 월화 드라마                        |
| 이전 작품                                | 작품명                                   | 다음 작품                                  |
| ---------------------------------------- | ---------------------------------------- | ------------------------------------------ |
| 형 (1991년 11월 11일 ~ 1992년 12월 29일) | 일월 (1993년 1월 4일 ~ 1993년 12월 28일) | 한명회 (1994년 1월 3일 ~ 1994년 12월 27일) |

1. ↑  최휘영 (1992년 12월 23일). “새해 TV드라마,회고성시대물이 주류 이룰듯”. 연합뉴스. 2022년 4월 18일에 확인함.
2. ↑  정충신 (1993년 6월 9일). “코믹연기자 ‘겹치기’심하다”. 문화일보. 2025년 4월 13일에 확인함.
3. ↑  박경일 (1993년 6월 11일). “MBC「한지붕…」유퉁 K-2「일월」차주옥 침체드라마‘구원투수’役”. 문화일보. 2025년 4월 13일에 확인함.
4. ↑  오동진 (1993년 8월 29일). “TV評 主題못살리고 사건만 나열”. 문화일보. 2025년 4월 13일에 확인함.
5. ↑  성일권 (1993년 11월 29일). “TV評 KBS 먼동 일월 청춘극장 「時代정신」없다”. 문화일보. 2025년 4월 13일에 확인함.